# Холмок (Смоленская область)
Холмок — деревня в Руднянском районе Смоленской области России. Входит в состав Чистиковского сельского поселения. Население — 11 жителей (2007 год). 
Расположена в западной части области в 13 км к юго-востоку от Рудни, в 5 км севернее автодороги А141 Орёл — Витебск, на берегу реки Ольшанка. В 5 км южнее деревни расположена железнодорожная станция Плоская на линии Смоленск — Витебск. 

## История
В годы Великой Отечественной войны деревня была оккупирована гитлеровскими войсками в июле 1941 года, освобождена в октябре 1943 года.